# Corbeille à pollen
Pour des articles plus généraux, voir Patte (anatomie des insectes), pollen et Scopa (biologie).

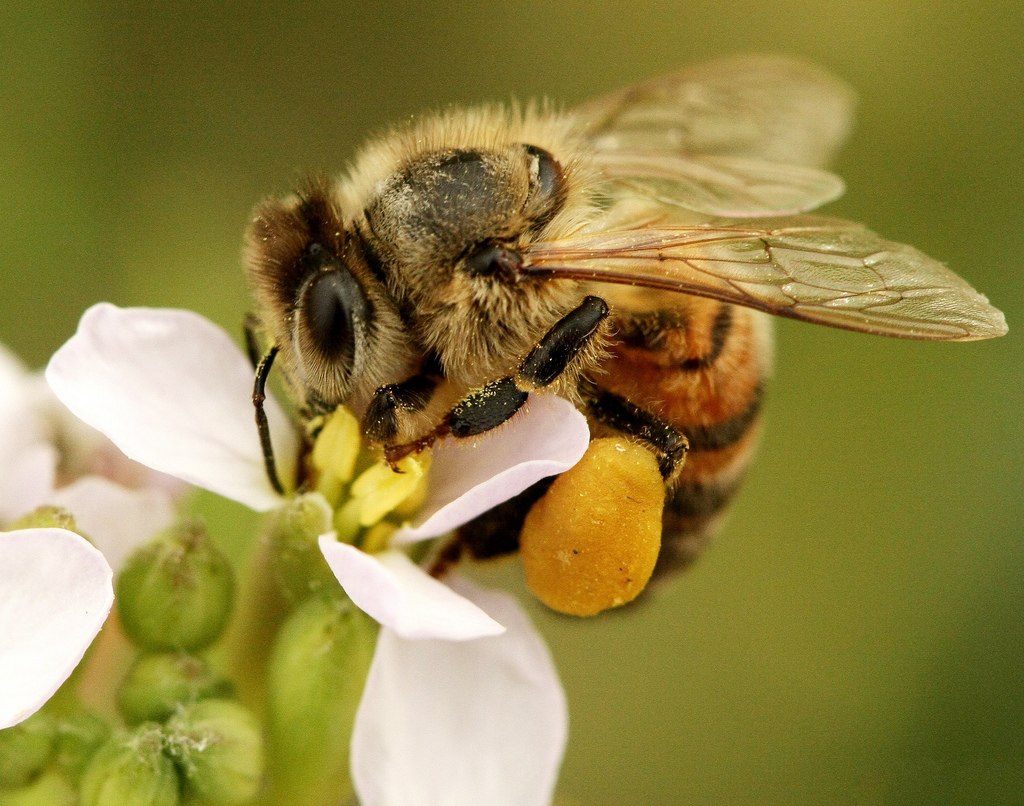
Pelote de pollen jaune orangé remplissant la corbeille à pollen d'une Abeille européenne.

La corbeille à pollen (également nommée corbicula) est une structure spécialisée dans le stockage et le transport du pollen et de la propolis. Elle est située sur les pattes arrière des femelles ou des ouvrières de certaines espèces d'abeilles comme l'Abeille européenne, les Bourdons, les Mélipones et les Abeilles à orchidées (euglossines). La corbeille à pollen est un type de scopa.
La corbeille à pollen est située sur la face externe des tibias postérieurs et consiste en une surface lisse et concave entourée de soies courbes qui forment un réceptacle,. 

## Mouvements de l'Abeille européenne

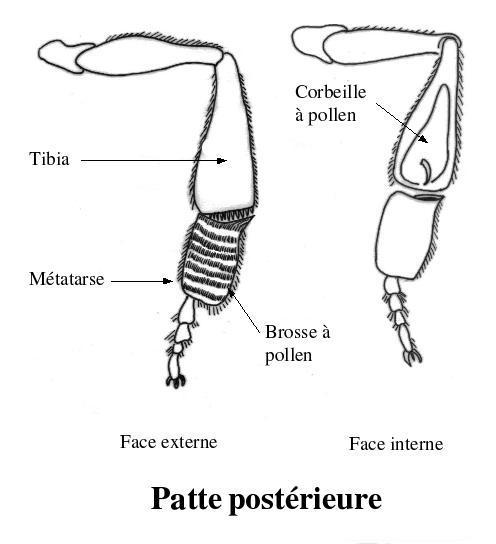
Diagramme d'une patte postérieure d'Abeille européenne.

L'Abeille butine de fleur en fleur, son corps étant chargé d'électricité statique attire à lui de très nombreux grains de pollen jusqu'à s'en recouvrir. Une fois en vol, la butineuse balaie les grains sur ses poils grâce au peigne situé à l'extrémité des tibias postérieurs et les ramasse avec le peigne de son autre patte passant de gauche à droite alternativement, tout en les humidifiant de nectar pour améliorer leur adhérence formant ainsi une petite pelote. Puis, la pelote de pollen est poussée contre une fente de la face externe de la patte. Les pressions exercées de bas en haut la repoussent vers le haut pour s'accumuler progressivement dans la concavité de la corbeille et finalement former une grosse pelote presque sphérique retenue par les soies latérales. Toutes ces opérations sont très rapidement menées. Revenue à la colonie, la butineuse se décharge de ses pelotes qui seront utilisées pour confectionner le pain d'abeille.
Les mouvements liés à la récolte de la propolis sont similaires à ceux concernant la récolte du pollen mais ils demandent plus d'efforts. En effet, avant de pouvoir la stocker dans ses corbeilles, la butineuse doit préalablement gratter de ses mandibules la résine des bourgeons ou suintante de l'écorce.

Outils de récolte du pollen de l'Abeille européenne.
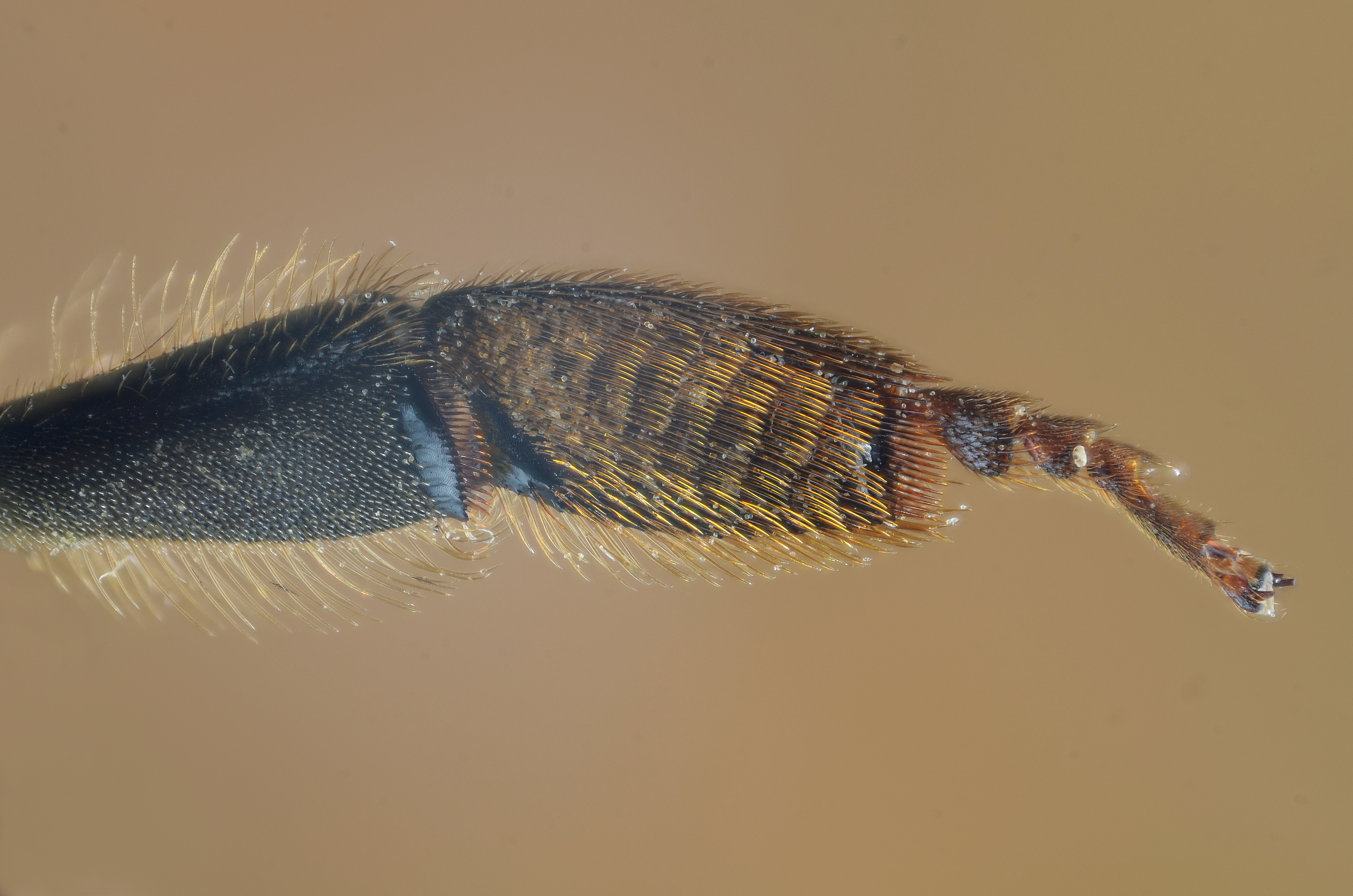
Face interne d'une patte postérieure.
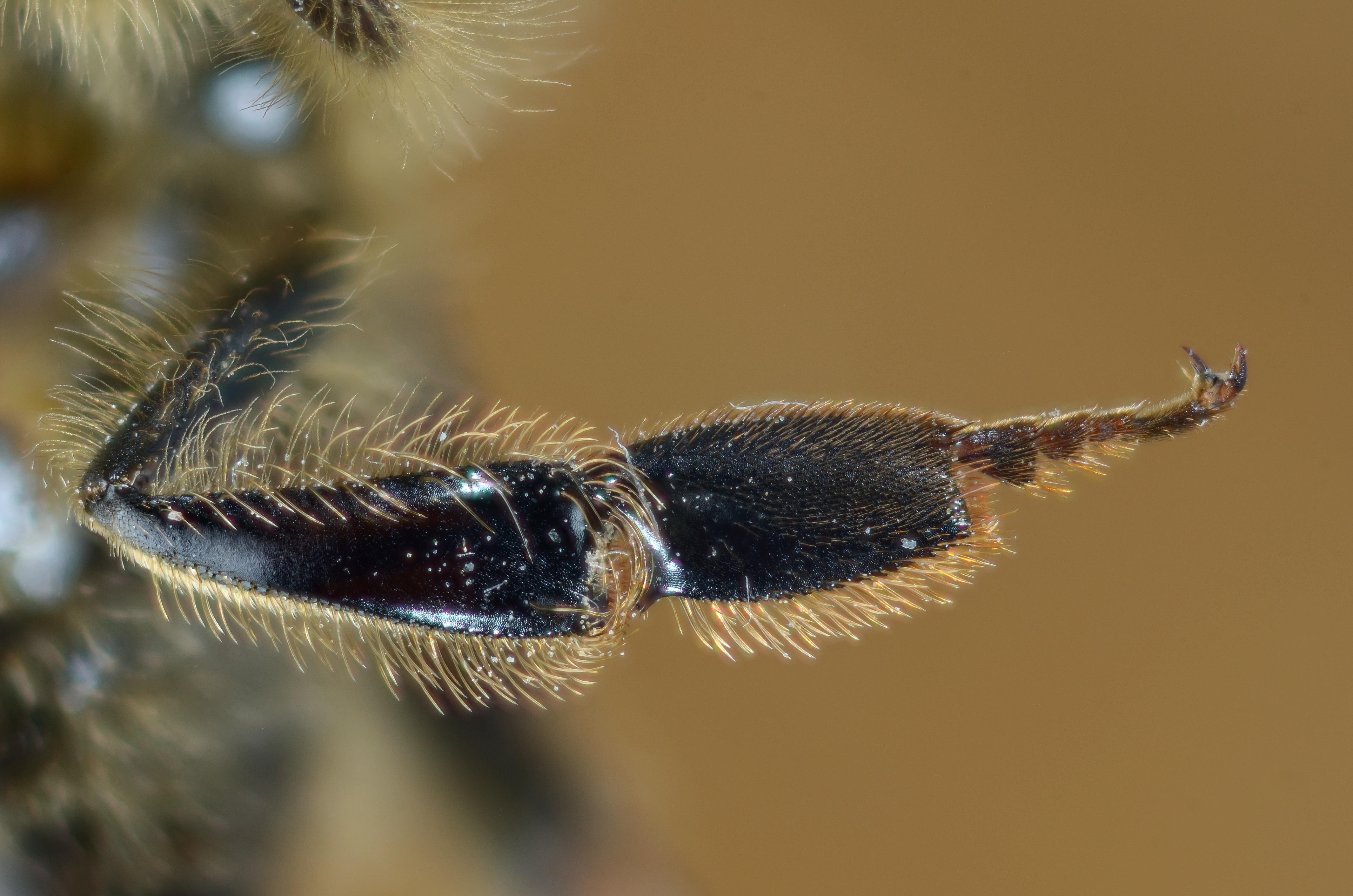
Face externe.
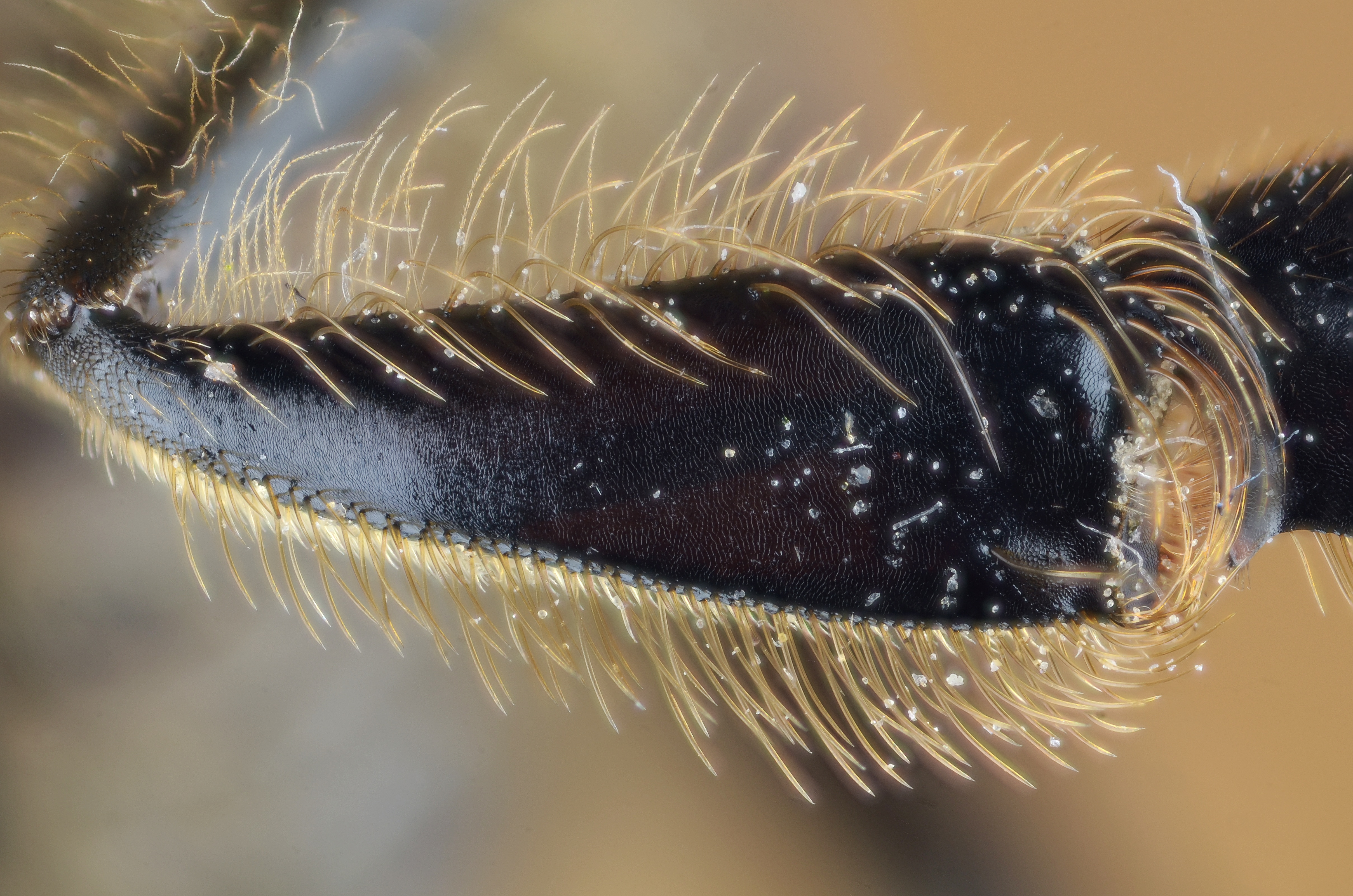
Corbeille à pollen.
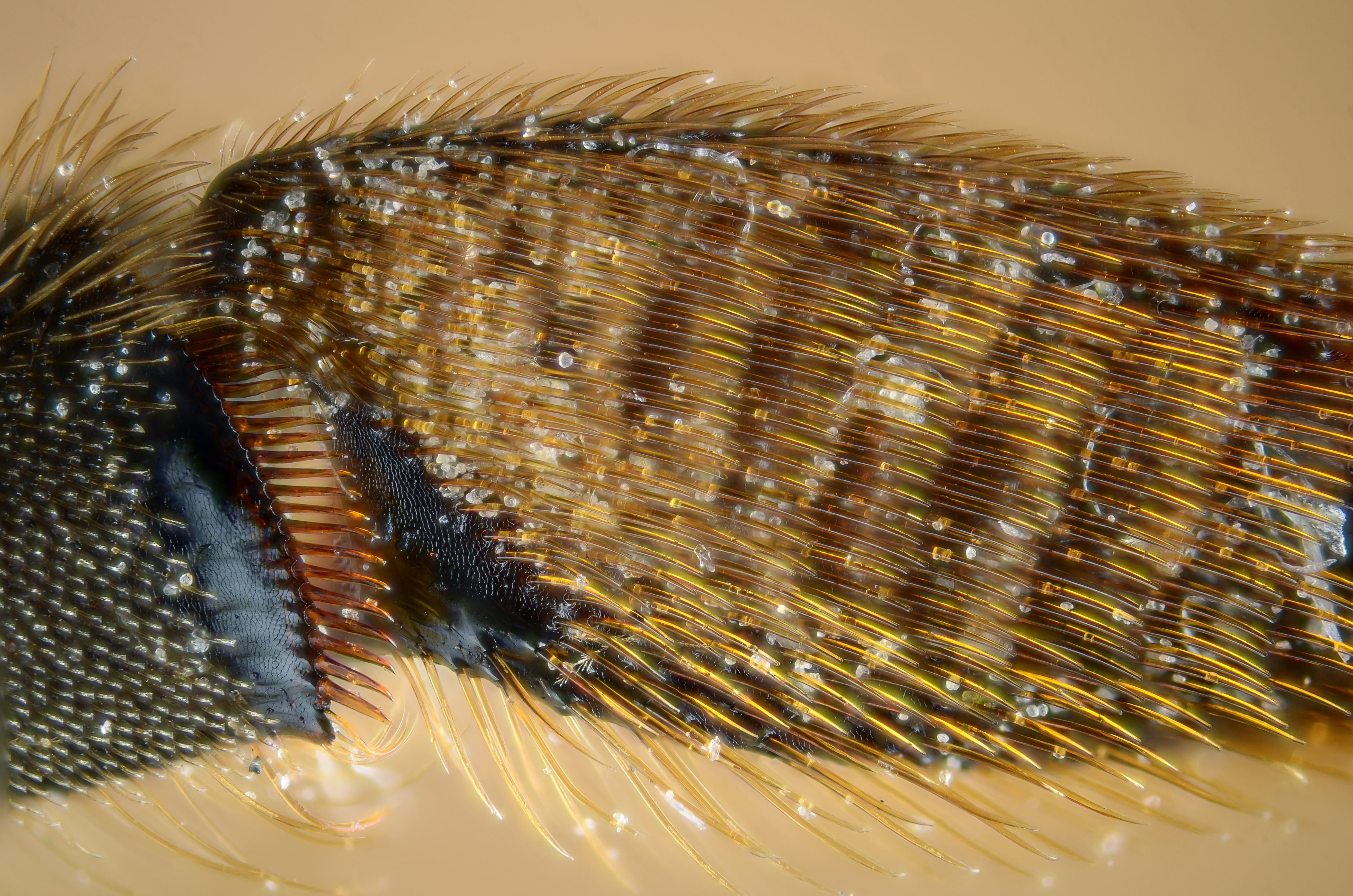
Peigne et brosse à pollen.
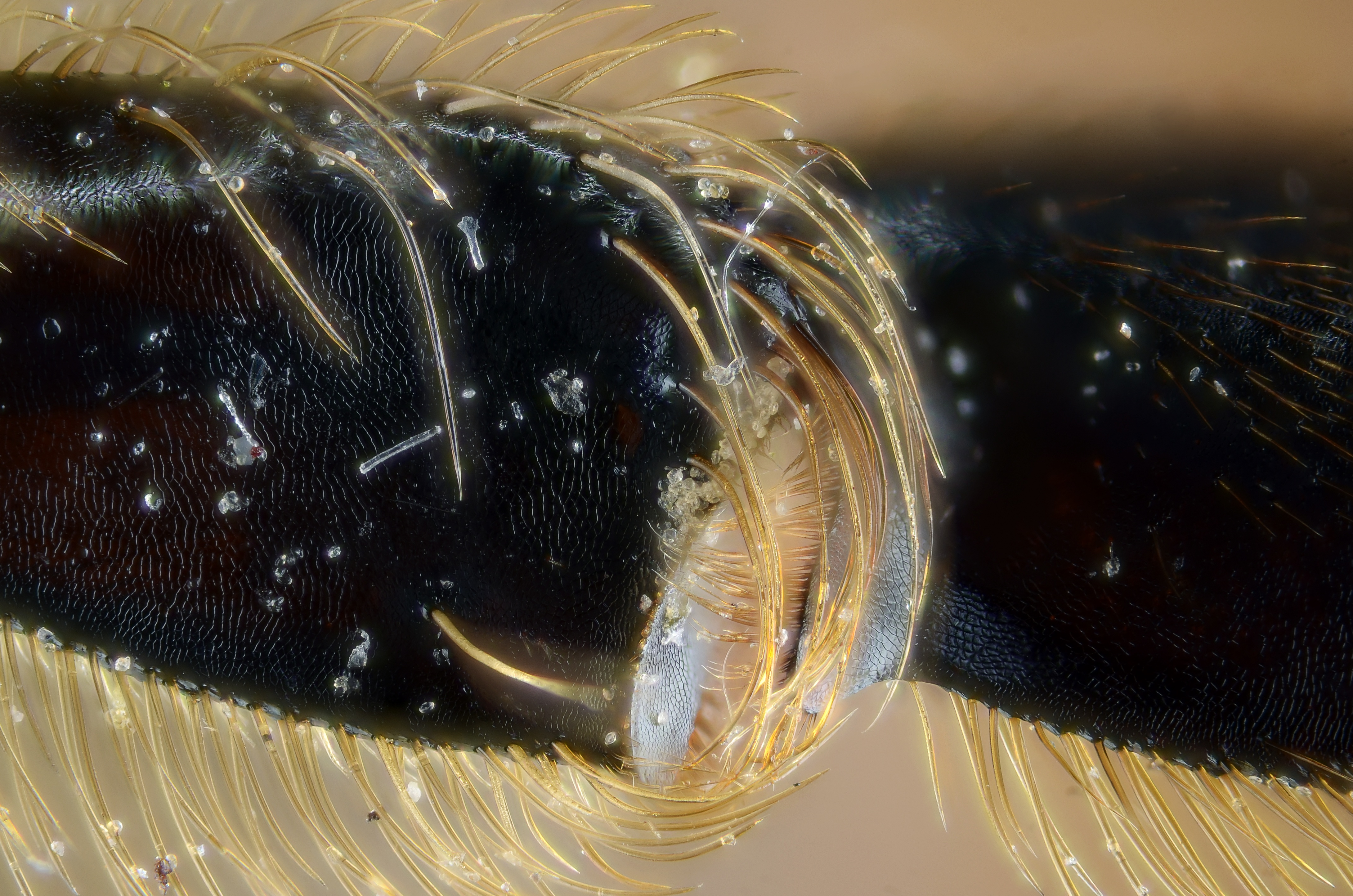
Presse à pollen.

## Espèces concernées
La corbeille à pollen concerne les abeilles appartenant à quatre tribus de la famille des Apidae et de la sous-famille des Apinae : les Apini, les Bombini, les Euglossini et les Meliponini. Des structures ayant une fonction similaire, appelées scopa, existent chez la plupart des espèces d'abeilles, mais elles sont généralement plus simples et formées d'une masse dense de poils entre lesquels le pollen est empilé. Chez les Mégachiles, le pollen est transporté par l'intermédiaire d'une brosse ventrale qui est constituée de poils raides orientés vers l’arrière.

Quelques espèces aux corbeilles à pollen et scopas remplies.
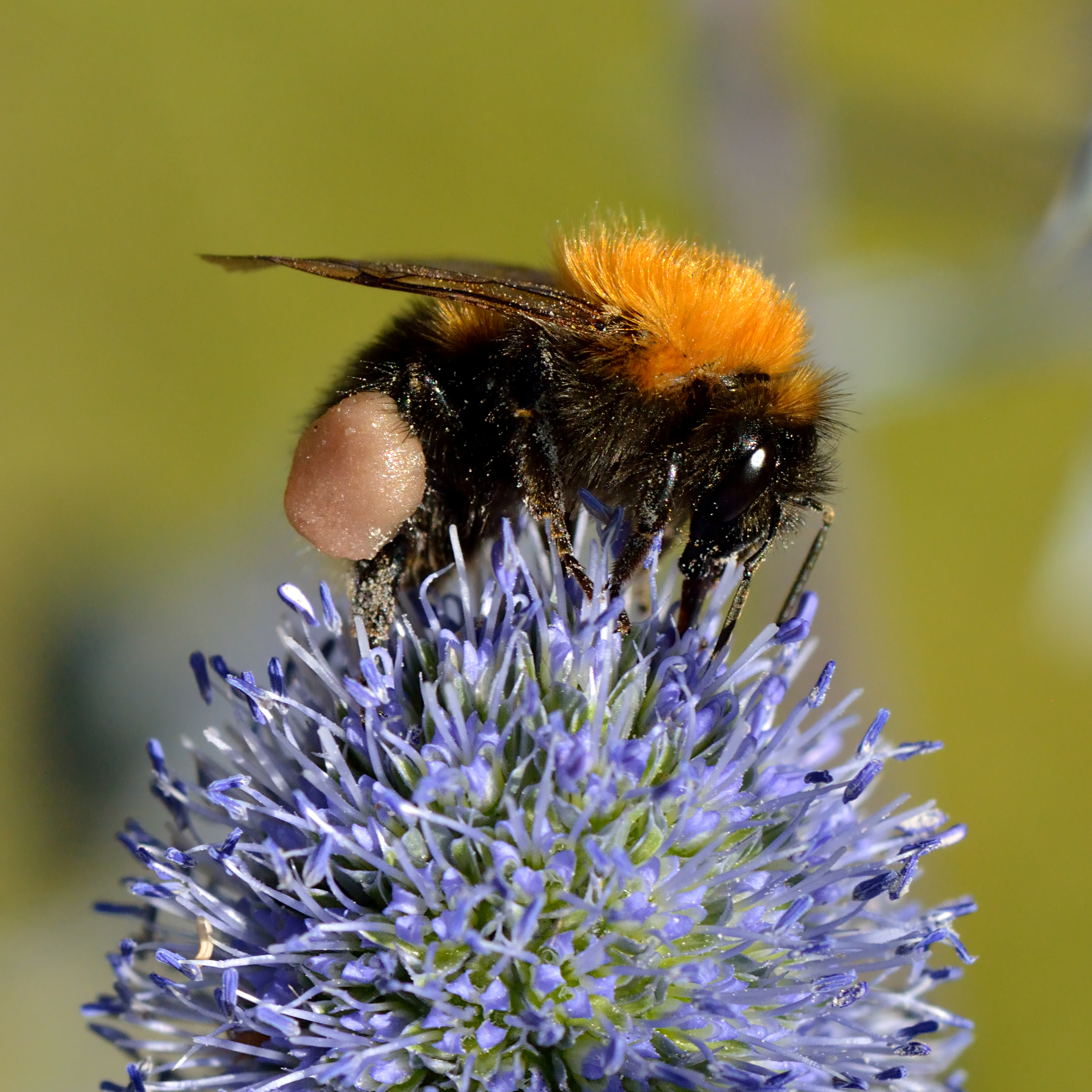
Bombus hypnorum.
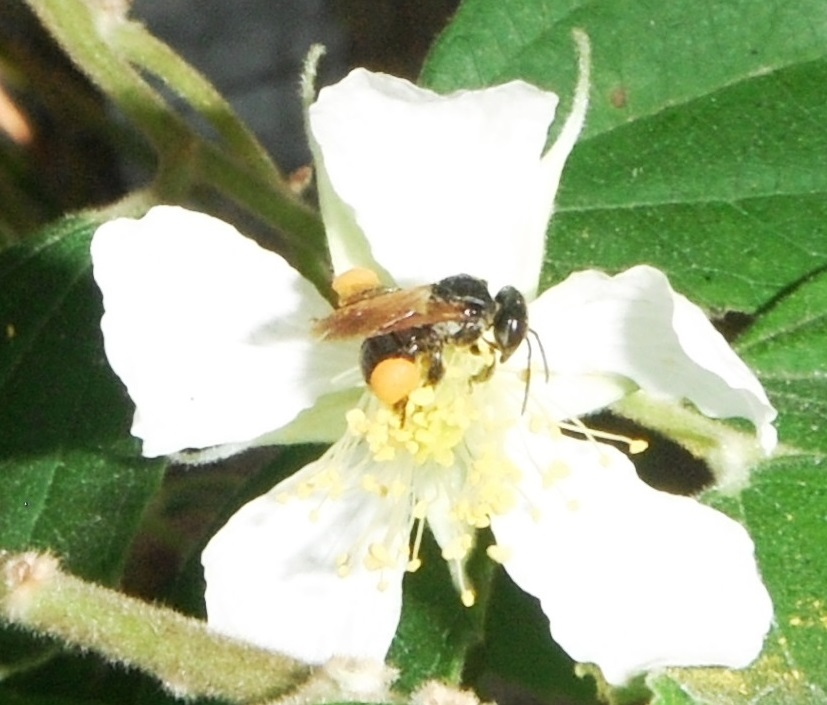
Scaptotrigona mexicana, Meliponini.
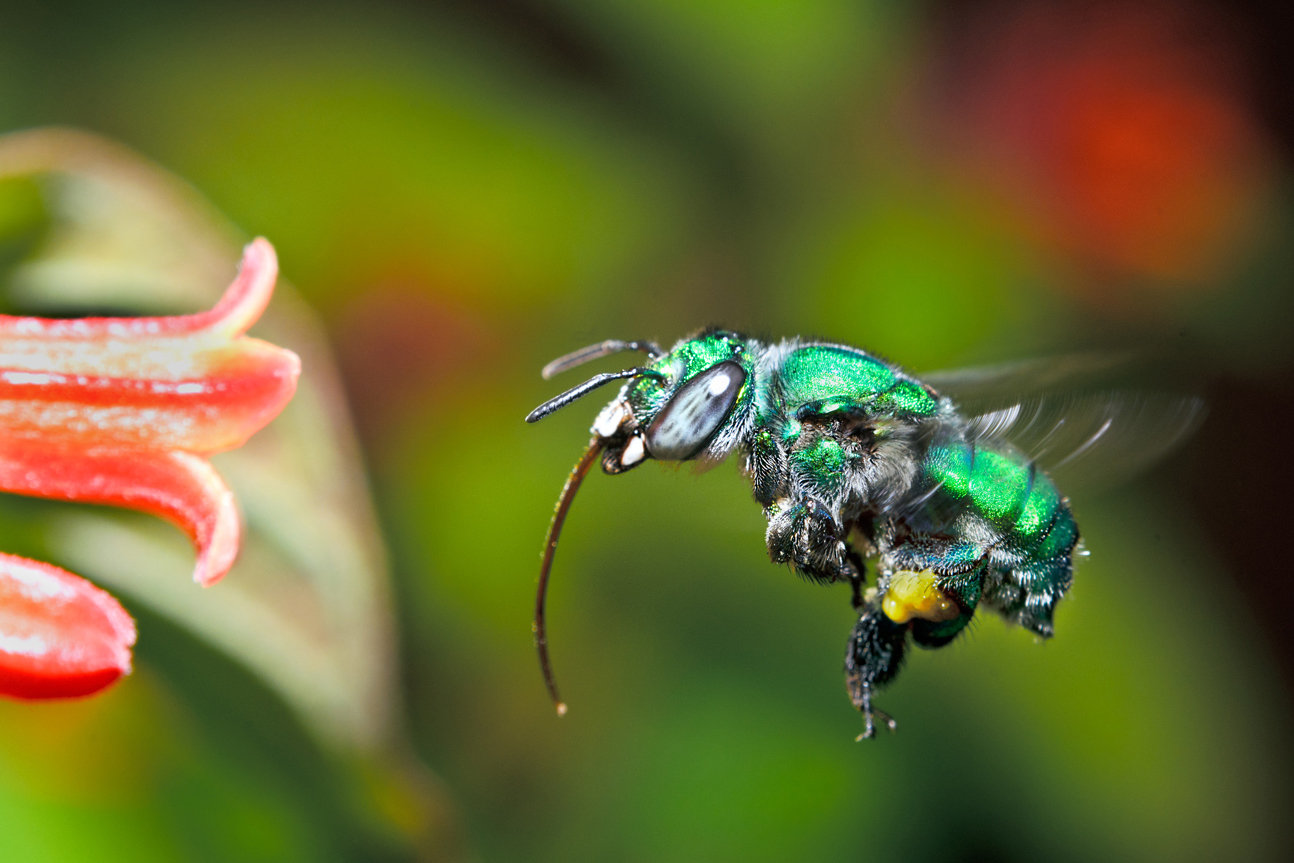
Euglossini, Abeille à orchidées.
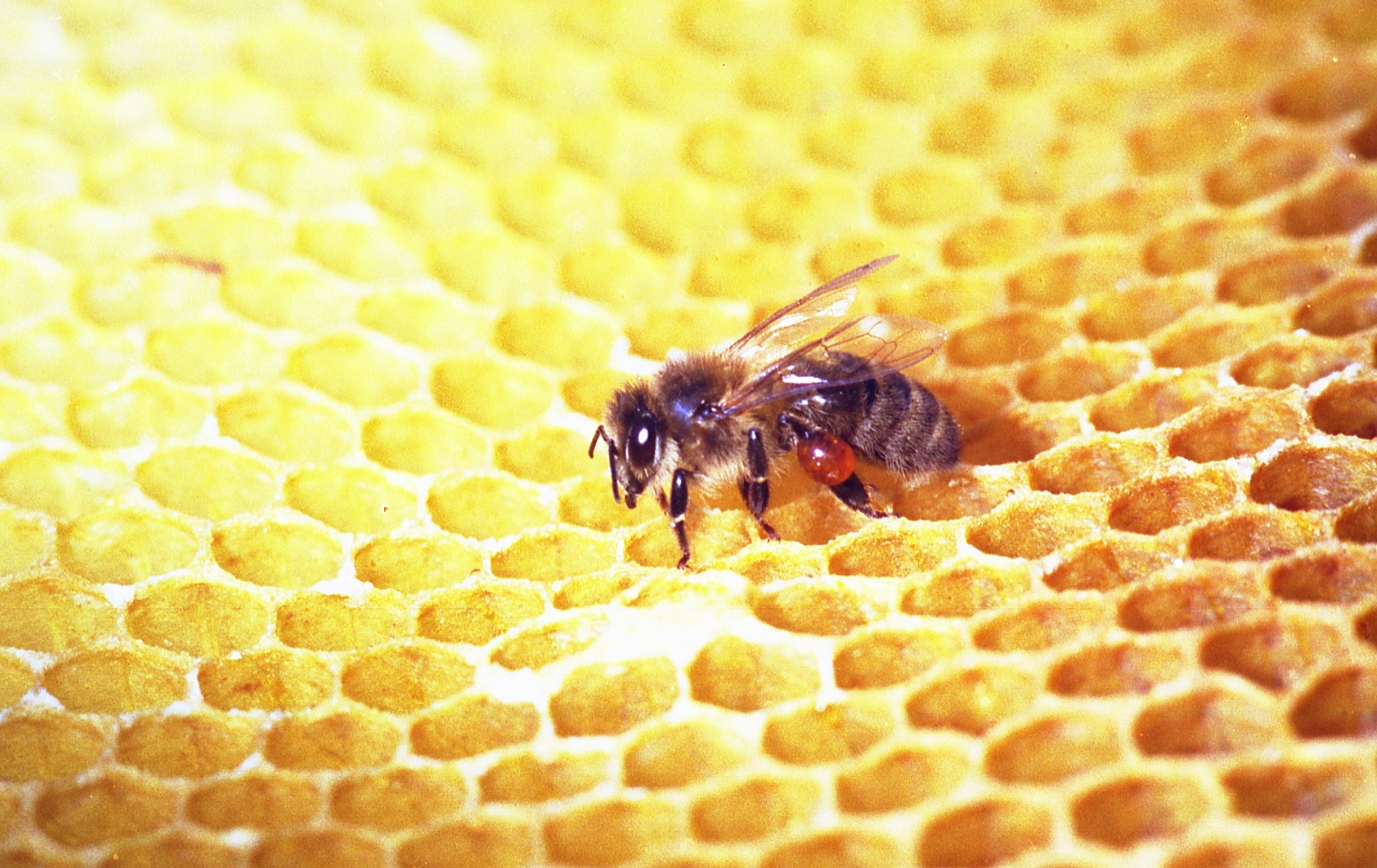
Abeille européenne aux corbeilles à pollen remplies de propolis.
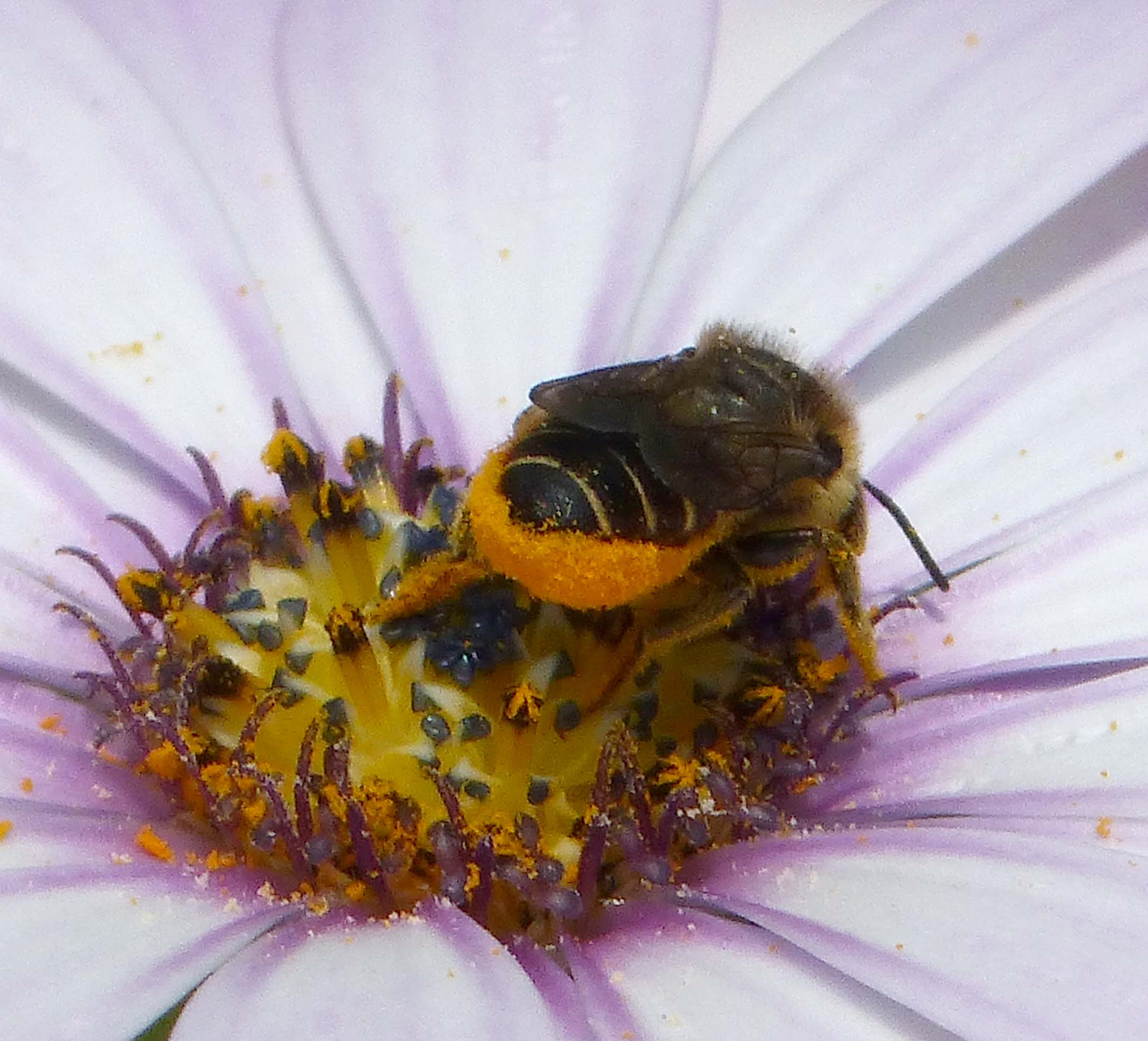
Mégachile et sa scopa ventrale.
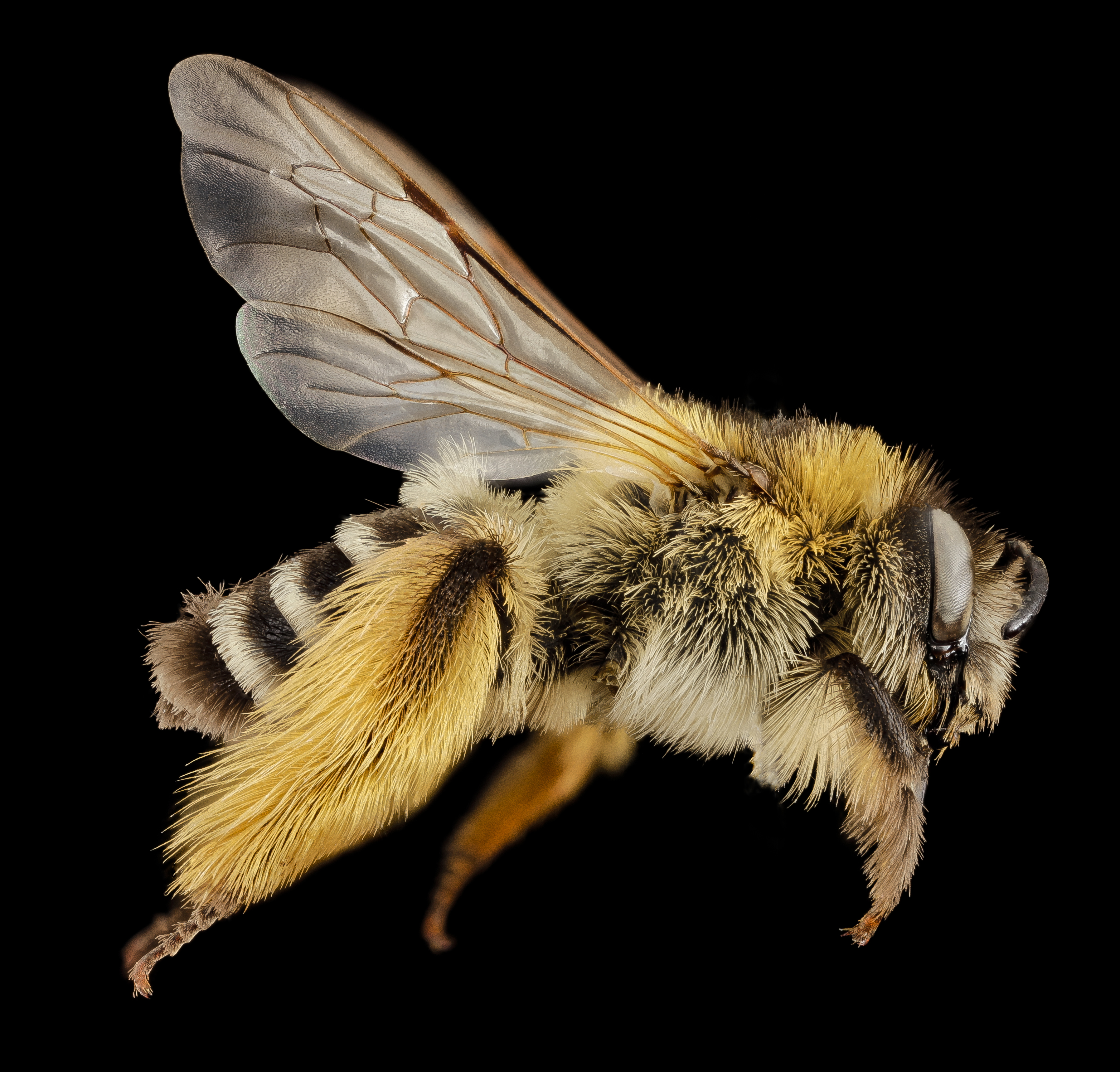
Scopa velue sur les patte d'une Dasypoda.